# Alexandru Todea
Alexandru kardinál Todea (5. června 1912 Teleac – 22. května 2002 Targu Mures) byl rumunský řeckokatolický arcibiskup a kardinál, hlava řeckokatolické církve v Rumunsku.

## Kněz a biskup
Kněžské svěcení přijal 25. března 1939, doplnil si poté studia v Římě, kde získal doktorát z teologie. Od roku 1940 působil jako kněz v arcidiecézi Fagaras a Alba Julia. Od roku 1948 byla řeckokatolická církev v Rumunsku zakázána a Todea spolu s dalšími duchovními byl několikrát vězněn. V listopadu 1950 byl tajně vysvěcen na biskupa. V lednu 1951 byl opět zatčen a následně odsouzen na doživotí. Na svobodu byl propuštěn po amnestii v roce 1964, ale až do roku 1989 byl v domácím vězení. V roce 1986 byl tajně zvolen do čela řeckokatolické církve v Rumunsku. Po návratu náboženské svobody v roce 1989 byl v této funkci potvrzen a v březnu 1990 jmenován arcibiskupem arcidiecéze Fagaras a Alba Julia. V letech 1990 až 1994 stál v čele Rumunské biskupské konference.

## Kardinál
V konzistoři v roce 1991 ho papež Jan Pavel II. jmenoval kardinálem. O rok později utrpěl mozkovou mrtvici a byl upoután na invalidní vozík. V červenci 1994 se vzdal funkce arcibiskupa.